# Chyzeriidae
Chyzeriidae är en familj av spindeldjur. Chyzeriidae ingår i ordningen Prostigmata, klassen spindeldjur, fylumet leddjur och riket djur. Enligt Catalogue of Life omfattar familjen Chyzeriidae 2 arter. 
Kladogram enligt Catalogue of Life:
| Chyzeriidae | \| \| Chyzeria \| \| \| \| \| \| Nothotrombicula \| \| \| \| |
|             | \| \| Chyzeria \| \| \| \| \| \| Nothotrombicula \| \| \| \| |
|             | Chyzeria                                                     |
|             |                                                              |
|             | Nothotrombicula                                              |
|             |                                                              |